# 41e division d'infanterie (Empire allemand)
Pour les articles homonymes, voir 41e division d'infanterie.
La 41e division d'infanterie est une unité de l'armée allemande qui combat lors de la Première Guerre mondiale. Elle forme avec la 37e division d'infanterie le 20e corps d'armée rattaché à la 8e armée allemande. La division est déployée sur le front de l'Est et combat à Tannenberg, aux lacs de Mazurie et en Pologne. En 1915, la 41e division poursuit les troupes russes et occupe un secteur du front le long du Niémen. En 1916, elle est transférée dans les Carpates et participe à la campagne de Roumanie et capture Bucarest.
En février 1917, la 41e division d'infanterie est transférée sur le front de l'Ouest, tout d'abord en Lorraine, puis le long de l'Aisne. Elle est engagée dans la bataille du Chemin des Dames, puis occupe successivement un secteur en Champagne puis en Flandres. En 1918, la division combat lors de l'offensive Michael, puis au cours de l'été à la bataille d'Amiens. Elle occupe ensuite un secteur du front dans l'Argonne. Après la signature de l'armistice, la division est transférée en Allemagne où elle est dissoute au cours de l'année 1919.

## Première Guerre mondiale

### Composition

#### Temps de paix, début 1914
- 72e brigade d'infanterie (Osterode)

18e régiment d'infanterie (de) (Osterode)
59e régiment d'infanterie (Deutsch Eylau), (Soldau)
- 74e brigade d'infanterie (Marienburg)

148e régiment d'infanterie (Elbing), (Bromberg), (Braunsberg)
152e régiment d'infanterie (pl) (Marienburg), (Stuhm)
- 41e brigade de cavalerie (Deutsch Eylau)

5e régiment de cuirassiers (Riesenburg), (Rosenberg in Westpreußen), (Deutsch Eylau)
4e régiment d'uhlans (Thorn)
- 41e brigade d'artillerie de campagne (Deutsch Eylau)

35e régiment d'artillerie de campagne
79e régiment d'artillerie de campagne

#### Composition à la mobilisation - 1915
- 72e brigade d'infanterie

18e régiment d'infanterie
59e régiment d'infanterie
- 74e brigade d'infanterie

148e régiment d'infanterie
152e régiment d'infanterie
- 41e brigade d'artillerie de campagne

35e régiment d'artillerie de campagne
79e régiment d'artillerie de campagne
- 10e régiment de dragons
- 2e et 3e compagnies du 26e bataillon de pionniers

#### 1916
- 74e brigade d'infanterie

18e régiment d'infanterie
148e régiment d'infanterie
152e régiment d'infanterie
- 41e brigade d'artillerie de campagne

35e régiment d'artillerie de campagne
79e régiment d'artillerie de campagne
- 9e bataillon de landwehr
- 3 escadrons du 10e régiment de dragons
- 2e et 3e compagnies du 26e bataillon de pionniers

#### 1917
- 74e brigade d'infanterie

18e régiment d'infanterie
148e régiment d'infanterie
152e régiment d'infanterie (régiment d'infanterie teutonique)
- 41e commandement d'artillerie divisionnaire

79e régiment d'artillerie de campagne
- 1er escadron du 10e régiment de dragons
- 2e et 3e compagnies du 26e bataillon de pionniers (135e bataillon de pionniers)

#### 1918
- 74e brigade d'infanterie

18e régiment d'infanterie
148e régiment d'infanterie
152e régiment d'infanterie
- 41e commandement d'artillerie divisionnaire

79e régiment d'artillerie de campagne
2e bataillon du 15e régiment d'artillerie à pied (5e, 7e et 8e batteries)
- 4e escadron du 10e régiment de dragons
- 1re et 2e compagnies du 26e bataillon de pionniers

### Historique
Au déclenchement de la Première Guerre mondiale, la 41e division d'infanterie forme avec la 37e division d'infanterie le 
20e corps d'armée rattaché à la VIIIe armée allemande.

#### 1914
- 3 - 9 août : concentration de la division sur le front de l'Est.
- 9 - 21 août : action de couverture face à la 2e armée russe.
- 22 - 30 août : engagée dans la bataille de Tannenberg.
- 31 août - 5 septembre : exploitation de la bataille, redéploiement vers l'Est.
- 6 - 14 septembre : engagée dans la première bataille des lacs de Mazurie.
- 15 - 28 septembre : poursuite des troupes russes, puis mouvement vers la frontière avec la Pologne russe.
- 29 septembre - 31 octobre : engagée dans la bataille de la Vistule.

29 septembre - 8 octobre : combats d'approche et progression vers Varsovie.
9 - 19 octobre : combats pour la prise de Varsovie.
20 - 28 octobre : la division combat le long de la Pilica.
- 1er - 15 novembre : occupation successive de Lubranice et de Golembin les 12 et 13 novembre. Combats autour de Kutno les 14 et 15 novembre.
- 16 novembre - 16 décembre : engagée dans la bataille de Łódź.
- 16 décembre 1914 - 9 février 1915 : occupation et organisation d'un secteur le long de la Rawka et de la Bzoura.

#### 1915
- 9 - 18 février : actions locales autour de Kolno.
- 19 février - 13 juin : occupation d'un secteur du front dans la région de Lomsha et d'Osowiec. En avril, le 59e régiment d'infanterie est transféré à la 101e division d'infanterie nouvellement formée[2].
- 13 juin - 12 juillet : éléments impliqués dans des actions locales le long de la Venta et vers Greze, Tyrkshle et Wieszkiele.
- 12 juillet - 30 septembre : engagée dans la bataille de Varsovie.

14 - 25 juillet : combats autour de Šiauliai.
26 juillet - 2 août : progression vers Mitau, prise de la ville le 1er août.
3 - 9 août : combats le long de la Lielupe et de la Düna.
10 - 19 août : combats vers Schimanzy-Ponedeli.
23 août - 3 septembre : combats le long du Niémen, établissement d'une tête de pont à Friedrichstadt.
5 - 28 septembre : progression vers Jakobstadt.
- 29 septembre 1915 - 21 octobre 1916 : occupation et organisation d'un secteur du front dans la région de Jakobstadt.

19 - 26 mars : combats pour la prise de Jakobstadt.
10 mai : actions locales autour d'Epukn.
16 - 26 juillet : combats pour la prise de Keckau.

#### 1916
- 21 octobre - 6 novembre : retrait du front, concentration ; à partir du 26 octobre transport par V.F. passant par Mitau, Grodno, Varsovie, Oppeln, Budapest, Temeswar pour atteindre Wallenthal[3].
- 6 - 9 novembre : combat à la frontière entre la Roumanie et la Hongrie dans les Carpates.
- 10 - 16 novembre : progression vers Szurduk, puis vers Vacarea-Urechesti et vers Jasi.
- 16 - 17 novembre : engagée autour de Tergoschwyl.
- 18 - 23 novembre : progression dans la province de Valachie et atteint Turnu Severin. Le 21 novembre, Craiova est prise par des éléments de la division.
- 23 novembre - 6 décembre : progression vers l'Olt.

27 novembre : capture de Slatina.
1er - 6 décembre : engagée dans bataille de l'Argeș. Poursuite des troupes roumaines, capture de Bucarest le 6 décembre.
- 7 - 20 décembre : combat le long de la Prahova, de la Ialomiţa et de Bazaul.
- 21 - 27 décembre : bataille de Râmnicu Sărat, prise de la ville.
- 28 décembre 1916 - 4 janvier 1917 : exploitation de la bataille, poursuite des troupes alliées.

#### 1917
- 4 - 26 janvier : combat le long de la Putna (en) et du Siret.
- 26 janvier - 8 février : retrait du front, concentration vers l'arrière.
- 8 - 20 février : transport par V.F. vers le front de l'Ouest par Bucarest, Salzbourg, Munich, Ulm, Augsbourg, Thionville puis mouvement en Lorraine vers Angevillers, Rochonvillers et Audun-le-Roman.
- 20 février - 20 mars : repos et instruction dans la région.
- 20 mars - 6 mai : occupation d'un secteur du front vers l'ouest de Pont-à-Mousson au bois le Prêtre.
- 6 - 9 mai : retrait du front, mouvement par V.F. par Sedan pour débarquer vers Rethel, puis mouvement vers Sissonne.
- 10 - 29 mai : engagée dans la bataille du Chemin des Dames[3].

21 mai : attaque sur Chevreux.
25 - 29 mai : occupation du secteur d'Hurtebise.
- 30 mai - 25 juin : occupation et organisation d'un secteur vers Chevreux.

3 juin : attaque sur le plateau de Californie, pertes importantes.
- 25 juin - 3 juillet : retrait du front, repos.
- 3 juillet - 6 novembre : occupation d'un secteur du front à l'Est de la butte du Mesnil en Champagne.
- 6 - 12 novembre : retrait du front, transport par V.F. dans les Flandres.
- 12 novembre 1917 - 30 janvier 1918 : occupation en alternance avec la 38e division d'infanterie d'un secteur du front au nord d'Ypres vers Staden Houthulst wood.

#### 1918
- 30 janvier - 25 février : retrait du front, repos et instruction dans la région de Bruges.
- 25 février - 4 mars : relève de la 2e division de réserve de la Garde, occupation d'un secteur du front au Sud de Westrozebeke[4].
- 4 - 21 mars : relevée par la 38e division d'infanterie, retrait du front repos dans la région de Tourcoing[4].
- 21 - 29 mars :  engagée dans l'offensive Michael en seconde ligne, puis à partir du 26 mars en première ligne. Combats violents avec de fortes pertes dans le secteur de Oppy, pas de progression.
- 29 mars - début avril : en seconde ligne, en soutien de la 21e division de réserve dans le secteur de Beaumont-Hamel[4].
- 8 avril - 11 juin : relève de la 1re division de réserve de la Garde au nord du secteur de Puisieux.

14 avril : extension du front vers le Sud par la relève de la 24e division d'infanterie.
- 11 juin - 9 juillet : relevée par la 26e division de réserve, repos et réorganisation dans la région de Douai[4].
- 9 juillet - 10 août : relève de la 108e division d'infanterie à l'Est de Villers-Bretonneux et occupation de ce secteur du front[4].

8 - 10 août : engagée dans la bataille d'Amiens, plus de 1 700 hommes sont faits prisonniers durant les combats.
- 11 - 24 août : retrait du front, repos.
- 25 août - 2 septembre : en ligne dans le secteur de Cappy, nombreuses actions locales avec des pertes importantes[n 1].
- 3 septembre - 6 octobre : retrait du front, transport par V.F. en Lorraine. Réorganisation dans la région de Château-Salins, la division est renforcée par l'apport d'hommes issus du 18e régiment d'infanterie de réserve de la 225e division d'infanterie (de) unités toutes deux dissoutes[4].
- 7 octobre - 11 novembre : mouvement de Metz vers Saint-Juvin pour renforcer la ligne de front vers Sommerance, engagée dans l'offensive Meuse-Argonne, repli progressif devant la pression des troupes alliées jusqu'au 31 octobre.

1er - 3 novembre : retrait du front relevée par la 52e division d'infanterie, repos.
- 3 - 11 novembre : en ligne dans le secteur de Nouart, poursuite des attaques américaines dans le secteur. Le 8 novembre, retrait du front. Après l'armistice, la division est transférée en Allemagne où elle est dissoute au cours de l'année 1919.

## Chefs de corps
| Grade           | Nom                               | Date                                |
| --------------- | --------------------------------- | ----------------------------------- |
| Generalleutnant | Hermann von Stein                 | 13 septembre 1912 - 1er août 1914   |
| Generalmajor    | Leo Sontag                        | 2 août - 16 septembre 1914          |
| Generalmajor    | Alfred von Böckmann (de)          | 17 septembre - 26 novembre 1914     |
| Generalleutnant | Heinrich Schmidt von Knobelsdorff | 27 novembre 1914 - 13 novembre 1917 |
| Generalleutnant | Ernst Gräser                      | 14 novembre 1917 - 23 août 1918     |
| Generalmajor    | Walher von der Hardt              | 24 août 1918 - 26 janvier 1919      |
| Generalleutnant | Bruno Melms                       | 27 janvier - 30 mars 1919           |
| Generalmajor    | Wilhelm von Groddeck              | 31 mars - 30 septembre 1919         |